# Ferdinand Julius Wedel-Jarlsberg
Ferdinand Julius Wedel-Jarlsberg (* 23. Oktober 1823 in Gut Brunlaug bei Frederiksværn; † 11. August 1907 in Christiania) war ein Kapitän und Kommandant und Ausbilder in der österreichischen k.u.k. Marine sowie in der norwegischen Marine tätig.

## Leben
Ferdinand Julius Wedel-Jarlsberg war ein Sohn von Frederik Wilhelm „Fritz“ Wedel-Jarlsberg (1787–1863), norwegischer Landdrost und Besitzer von Gut Brunlaug bei Larvik, und von Ingeborg Margrethe "Bolly" von Haffner (1793–1845). Zu seinen sechs Brüdern gehörten der 1844 am marokkanisch-französischen Krieg und 1849 am Gefecht von Eckernförde beteiligte Werftdirektor und Hofmarschall Finn Fredrik Wedel-Jarlsberg (1815–1901) und der Hofmarschall Frederik Joachim „Fritz“ Wedel-Jarlsberg (1819–1880), der als norwegischer Seeoffizier zeitweise in französischen Diensten stand und an Ludwig von Henks Buch Zur See mitwirkte. Seine Schwester Hildur (1814–1901) war die Frau des hannoverschen Landdrosten Carl Detlev Marschalck von Bachtenbrock.
Ferdinand Julius Wedel-Jarlsberg war mit Clementine Wilhelmine geb. Gräfin von Wedel-Jarlsberg verheiratet, einer Tochter des oldenburgischen Ministers Friedrich Wilhelm von Wedel (1798–1872). Der Ehe entstammten die Töchter Berta Ingeborg (1856–1875) und Althild Clara (1859–1944) und der Landwirt und Konsulatssekretär Georg Wilhelm (1865–1935).

## Berufliche Tätigkeit

### Militärische Karriere
Ferdinand Julius Wedel-Jarlsberg diente, zunächst seit 1835 als Seekadett, in der norwegisch-schwedischen Marine und wurde am 8. August 1842 zum Secondløytnant befördert. 1848/49 gehörte er als Freiwilliger der dänischen Marine an und war unter anderem am Gefecht von Eckernförde und dem Seegefecht bei Helgoland beteiligt.
Der dänische Marineoffizier Hans Birch Dahlerup wurde 1849 von Kaiser Franz Joseph I. nach Österreich geholt, um die österreichische Marine zu reformieren und auszubauen. Dahlerup wurde zum Vizeadmiral und Kommandanten der k.u.k. Marine ernannt und holte einige skandinavische Landsleute nach. Zwei davon, Erik af Klint (Schweden) und Ferdinand Julius Wedel-Jarlsberg (Norwegen) ernannte er zu Kommandanten. Ferdinand Julius Wedel-Jarlsberg war im Rang eines Kapitänleutnant 1 ½ Jahre in der k.u.k. Marine (Januar 1850 bis Juni 1851), jedoch auch für später maßgeblich an der Entwicklung der österreichischen Marine beteiligt.
Die Aufgabe von Ferdinand Julius Wedel-Jarlsberg war die dringend notwendige Ausbildung der Kadettenanwärter. Unter anderem war er für die Ausbildung von Wilhelm von Tegetthoff zuständig (damals Fähnrich und ab Juli 1850 auf der Titania). Hierzu befehligte Wedel-Jarlsberg auch das Lehr-Schulschiff (Korvette) Titania.
Nach seiner Rückkehr nach Norwegen 1851 wurde er auch in der norwegischen Kriegsmarine befördert. Am 6. Dezember 1854 wurde er 1. Leutnant (Premierløytnant), am 2. Juni 1863 Kapitänsleutnant (Kapitänløytnant), am 1. Oktober 1875 Fregattenkapitän 2. Klasse (Kommandørkaptein 2. kl = Korvettenkapitän) und am 18. August 1882 zum Fregattenkapitän 1. Klasse (Kommandørkaptein 1. kl). 1894 bis 1895 war er Chef der Marinewerft in Trondheim und des Marinedistrikts. Am 3. Dezember 1896 suchte Ferdinand Julius Wedel-Jarlsberg um seine Pensionierung an und trat mit 1. Januar 1897 in den Ruhestand.

### Sonstige Tätigkeiten
Nach dem Dienst in der k.u.k. Marine an der Adria 1851 ging Ferdinand Julius Wedel-Jarlsberg nach Norwegen zurück, war in der Heringsfischerei tätig und 1853 bis 1859 Kapitän von verschiedenen Postschiffen, danach von Handelsschiffen (z. B.: dem Dampfer Rjukan und der Brigg Staatsrad Erichesen). 1869 leitete er als Kommandant das norwegische Schulschiff Desideria und 1873 die Korvette Nornen. Von 1874 bis 1876 war er im Kabinett des Marinesekretärs in Stockholm als Mitglied der Signalkommission. 1882 Mitglied des Obersten Gerichtshofs in Norwegen für maritime Angelegenheiten und in der Marinerevisionskommission (1885 bis 1892). Daneben hatte er in seiner Heimatstadt Frederiksværn verschiedene Ämter inne und war Prüfer für Seemannskunde im Distrikt Oslo (damals Christiania genannt).

## Andere Schreibweise des Namens
Eine Quelle für die Tätigkeit von Ferdinand Julius Wedel-Jarlsberg in österreichischen Diensten ist das Buch von Dahlerup, der jedoch dessen Vornamen nicht erwähnt. Verschiedentlich wurde Wedel-Jarlsbergs Vorname als Otto angeführt bzw. als Wendelin.

## Kontrollkompass
Ferdinand Julius Wedel-Jarlsberg hatte einen Kontrollkompass erfunden. Für diesen wurde ihm vom Handelsministerium in Wien am 2. August 1858 ein ausschließliches Privilegium für drei Jahre erteilt.

### Von Ferdinand Julius Wedel-Jarlsberg
Ferdinand Julius Wedel-Jarlsberg übersetzte Lehrbehelfe über die Seemannskunde aus dem Norwegischen in das Deutsche, die sodann Grundlage für die Ausbildung von Kadetten in der k.u.k. Marine bildeten. Sein Werk: Anleitung zur Seewissenschaft enthaltend die Theorie, die Manövres und verschiedene Massregeln und Arbeiten an Bord fand als Standardwerk große Verbreitung wurde zumindest auch 1855 in Hamburg und 1877 in Christiania aufgelegt.
Ferdinand Julius Wedel-Jarlsberg soll noch weitere Schriften veröffentlicht haben, wie z. B.:
- Foredrag om Navigasjonsloven og Forandringer i samme, 1855,
- Kalender over den kongelige norske Marines Officerer og Emedsmænd med flere, 1857,
- Berichte über Reisen mit dem Korvetten Ømen (1858 – 1859) und
- Nornen (1873).
- Beskrivelse av Corrections-Compasset, 1880 (Patentschrift).

### Über Ferdinand Julius Wedel-Jarlsberg
- Hans Birch Freiherr von Dahlerup: In österreichischen Diensten. 2 Bände. Aus dem Nachlass herausgegeben von Joost Freiherrn von Dahlerup. Aus dem dänischen Manuskript übertragen von Marie Herzfeld. Meyer & Jessen, Berlin 1911–1912.
- Hildur Freifrau von Marschalck: Eine Norwegerin auf deutschem Boden. Erinnerungen der Freifrau Hildur Marschalck geb. Freiin Wedel-Jarlsberg 1812–1866., Martin Warneck: 1913.